# Kegali
Il Kegali (in russo Кегали?) è un fiume dell'estremo oriente russo, affluente di destra dell'Omolon (bacino idrografico della Kolyma). Scorre nel Severo-Ėvenskij rajon dell'Oblast' di Magadan.
Il fiume ha origine alle pendici dei monti Ičigemskij nello spartiacque Ochotsk-Kolyma. Il bacino del fiume si trova all'interno dell'altopiano della Kolyma, in un'area di clima subartico e di permafrost continuo. Nella parte superiore è un fiume di montagna; nel corso inferiore, il fiume ha un andamento tortuoso o multi-canale. Il congelamento dura dalla seconda metà di ottobre alla fine di maggio.